# Marc Cavell
Marc Cavell (Michael Canter), peintre et artiste cinétique britannique est né le 8 novembre 1911 en Angleterre et décédé en mai 1989 à Paris. Le travail de Marc Cavell se veut unique dans l'utilisation de matières premières pour créer l'illusion du mouvement, par la multiplicité des jeux de lumières, les effets de transparences et de reflets.

En 1971, le journal allemand Die Glocke lui dédie cette phrase « Marc Cavell kunst schuf neue Dimensionen » (L'art de Marc Cavell a créé de nouvelles dimensions).

## Carrière artistique
Issu d'une famille juive, Marc Cavell, baptisé Michaël Canter, est passionné d'art dès le plus jeune age et commence ses études à "Central School of Arts and Crafts" à Londres. 
Il quitte l'Angleterre en 1930 pour rejoindre Paris et intègre l'Académie Julian et l'Académie Ranson.
En 1948, sous l'aile d'Albert Gleizes, avec qui il partage une admiration pour Cézanne, il participe aux travaux de recherches artistiques dans l'atelier de Saint-Rémy-de-Provence.
En 1950, il expose à Nîmes, à la galerie Visconti à Paris et au Salon des indépendants, principalement des peintures cubistes.
Ouvert aux autres formes d'art, c'est sur les conseils de Picasso qu'il commence à travailler sur d'autres surfaces comme le textile ou la céramique. Pendant cette période, il fut entre autres commissionné pour participer à la décoration du Normandie ou de l'ambassade de France à Helsinki.
De 1955 à 1968, l'artiste commence de nouvelles recherches et expérimentations sur la lumière et le mouvement et fait de l'art cinétique son œuvre majeure.  
Ses œuvres, caractérisées par les jeux d’ombres et de transparences puisent aussi leur inspiration dans l'équilibre des structures formelles du Futurisme.
« Sous le regard du spectateur qui compose et recompose l'œuvre selon son déplacement et son angle de vision, ce sont des jeux d'ombres et de transparences, colorées ou monochromes. Sous la lumière, elles vibrent, se croisent et s'entrecroisent en de grandes fresques murales ou tableaux de taille modeste. Magique et fascinant ! » 

## Principales expositions
- « Marc Cavell : ombres et lumières ». 2007 - Bruxelles, Pierre Bergé & Associés
- « Marc Cavell – Light at work ». Février 2012 - Londres, 88 Gallery
- « Marc Cavell ». du 14 mars 2012 au 14 avril 2012, Paris, La Galerie du Passage